# خوزه مانوئل سروینو
خوزه مانوئل سروینو (اسپانیایی: José Manuel Cervino‎؛ زادهٔ ۲۹ اکتبر ۱۹۴۰) بازیگر اهل اسپانیا است.
از فیلم‌ها یا برنامه‌های تلویزیونی که وی در آن نقش داشته‌است، می‌توان به امضاکنندگان ذیل، رفقا، چاقوکش‌ها، ۱۳ گل رز، هفت روز در ژانویه، به‌طور کاملاً اتفاقی و عشق نه، فقط دیوانگی اشاره کرد.